# The Ocean Blue
The Ocean Blue es una banda estadounidense de indie pop formada en Hershey, Pensilvania en 1986. Sus miembros originales incluían a David Schelzel en la voz principal / guitarra, Steve Lau en los teclados / saxofón, Bobby Mittan al bajo y Rob Minnig a la batería y voz.

## Carrera temprana
Los miembros de Ocean Blue se conocieron en la escuela secundaria. Grabaron una serie de demos mientras estaban en la escuela secundaria, con Scott Stouffer sentado en la batería. Se las arreglaron para conseguir dos de estas primeras grabaciones, "On Growing Up" y "Wounds of a Friend", incluidas en una compilación de una emisora de radio local a finales de 1986. La compilación también incluyó trabajos muy tempranos de destacados artistas locales the Innocence Mission, que eran amigos y mentores del Ocean Blue. Rob Minnig se uniría como baterista permanente en 1987, y la formación clásica de Schelzel / Lau / Minnig / Mittan continuaría hasta 1994.

## Años de Sire Records
Los miembros de Ocean Blue todavía estaban en la escuela secundaria cuando firmaron un contrato de tres álbumes en  1988 con Sire Records, a instancias del fundador de Sire Seymour Stein. 
Su álbum debut homónimo de The Ocean Blue fue grabado en Londres con los productores John Porter y Mark Opitz. 
El ajetreado calendario de la banda incluyó giras por los Estados Unidos y una aparición en uno de los primeros episodios de  Club MTV , con Downtown Julie Brown. El primer sencillo, "Between Something and Nothing", alcanzó el puesto número 2 en las listas de canciones alternativas Billboard, mientras que su seguimiento, "Drifting, Falling", alcanzó el puesto número 10.
Se hicieron dos videos para las canciones y ambos recibieron rotación en  PostModern MTV . La banda se unió a The Mighty Lemon Drops y  John Wesley Harding en una extensa gira por los Estados Unidos y Canadá. Toda esta promoción ayudó a la banda a vender más de 150.000 copias del primer disco.
Después de grabar en varios estudios de Nueva Inglaterra, la banda lanzó su segundo álbum,  Cerulean , en 1991. Los sencillos "Ballerina Out of Control" y "Mercury" se ubicaron en la lista Billboard Alternative Songs, en los números 3 y 27, respectivamente. El baterista Rob Minnig comenzó a perfeccionar su capacidad de producción y mezcla de canciones, lo que se reflejaría en el próximo álbum y en su sencillo B-sides, que la banda eligió producir ellos mismos. 
El lanzamiento final de Sire Records llegó en 1993 con "Beneath the Rhythm and Sound", que vendió más de 100.000 copias. El sencillo "Sublime" alcanzó el puesto número 3 en la lista de canciones alternativas de Billboard.
La banda contribuyó con canciones para la película de 1994 Martin Scorsese "Desnudo en Nueva York". Durante la gira de 1993-1994 en apoyo de "Beneath the Rhythm and Sound", realizaron una gira como un grupo de cinco integrantes, con el segundo guitarrista recién agregado Oed Ronne. Westwood One Radio Networks grabó el concierto del grupo el 20 de junio de 1994 en Ventura, California y lo lanzó como un CD promocional, el único álbum oficial en vivo de la banda.
En 1994, el teclista / saxofonista y miembro original Steve Lau se estaba interesando más en el negocio de la música y se mudó a la ciudad de Nueva York, donde fundó Kinetic Records. Su última aparición en un lanzamiento comercial de la banda vino con el EP  Peace and Light , con la pista del álbum "Peace of Mind", así como dos presentaciones en vivo y una pista inédita.

## Mercury Records y lanzamientos independientes
En 1996, Mercury Records firmó con la banda y lanzó su cuarto álbum, "See the Ocean Blue", ese otoño, que vio la llegada del nuevo guitarrista Oed Ronne y el renovado interés de la banda por la música de la década de 1960 y 1970. 
Mientras Schelzel seguía siendo el compositor predominante de la banda, Ronne compuso dos pistas y cantó el líder de su canción "Behind".
"See" fue lanzado con resultados tibios, y la compañía discográfica canceló los planes de filmar un video para el segundo sencillo, "Slide", aunque la banda se embarcó en una gira por Estados Unidos. En 1999, la banda grabó y autoeditó su quinto álbum, "Davy Jones 'Locker". Dos años más tarde, el álbum fue re-secuenciado, remasterizado y relanzado en March Records, y March lanzó "Dinamarca" y "Ayn" como EP, cada uno con tres nuevas caras B. Poco después, el baterista Minnig decidió dejar el grupo después de catorce años, y Peter Anderson, un amigo de la banda de Minneapolis, fue contratado para presentaciones en vivo y, finalmente, trabajo de grabación permanente.
En 2004, la banda lanzó el diverso EP de seis canciones "Waterworks" en What Are Records?. Ese año, el grupo actuó en fechas selectas en los Estados Unidos, reclutando al saxofonista Brian Tighe de  The Owls. The Orange Peels 'Allen Clapp contribuyó con la música y los deberes de producción al EP y, para corresponder, Ronne y Anderson contribuyeron al álbum de 2005 de Allen Clapp y Orange Peels' 'Circling the Sun' '. En octubre de ese año, Schelzel grabó una versión en solitario del clásico navideño de 1847 de Adolphe Adam "O Holy Night". Esta canción estaba disponible solo como descarga digital a través del sitio web de la banda para la temporada navideña de 2005.
A finales de 2005, el catálogo completo de cinco álbumes de estudio de Ocean Blue, así como el EP  Waterworks  y los primeros cuatro videos de la banda, estuvieron disponibles para su compra en iTunes.
El 1 de junio de 2006, la formación Schelzel / Mittan / Ronne / Anderson de Ocean Blue tocó su primer concierto sudamericano, con un espectáculo en el Teatro Rajatabla El Llonja,  Barranco-Lima, Perú.
En julio de 2010, la pista de estudio inédita de Ocean Blue, "City Traffic", se subió a Dailymotion y YouTube, con un video casero adjunto.

## Regreso
En diciembre de 2010, el sitio web de la banda anunció que se estaba preparando un nuevo disco. El sitio web también ofreció una descarga gratuita de Navidad de una versión recién grabada del antiguo villancico vasco " Vino el ángel Gabriel del cielo", interpretado por Schelzel y Don Peris (de la Misión de la Inocencia).
En diciembre de 2011, el sitio web de la banda anunció que otra descarga gratuita de Navidad, realizada nuevamente por Schelzel y Peris, estaba disponible a través de la página de Facebook de la banda. El lanzamiento fue una versión de "Walking in the Air", una canción escrita por Howard Blake y mostrada por primera vez en la película animada de 1982 "The Snowman", adaptada de Raymond Briggs 'señaló  novela infantil de 1978 del mismo nombre.
El 12 de enero de 2013, la banda realizó su primer concierto desde 2006 en el Korda Records Showcase en Minneapolis, Minnesota. (Korda Records era un nuevo sello independiente formado por varios artistas, incluido Schelzel).
El 6 de marzo de 2013, la banda lanzó "Sad Night, Where Is the Morning?", El primer sencillo de su próximo álbum, a la radio y en formatos digitales y físicos. El 19 de marzo, el sexto álbum de Ocean Blue, "Ultramarine", fue lanzado en Korda. La banda se embarcó en una gira por mercados clave en los Estados Unidos, seguida de fechas en Paraguay y Perú.
El 9 de septiembre de 2014, la banda reeditó su EP "Waterworks" de 2004 como un álbum de larga duración, ampliado con la adición de tres pistas adicionales. La banda apoyó el lanzamiento con una gira por Estados Unidos de seis fechas.
En 2015, la banda trabajó con Sire y Rhino Records para reeditar sus primeros tres álbumes de Sire en vinilo. La banda marcó la ocasión interpretando los dos primeros álbumes en su totalidad en conciertos limitados en los Estados Unidos. También ese año, Rhino puso "City Traffic" disponible para  descarga digital en iTunes.
Al año siguiente, la banda se embarcó en una gira completa por Sudamérica.
En junio de 2019, la banda lanzó su octavo álbum de larga duración,  Kings and Queens / Knaves and Thieves , en Korda. También lanzaron un video de la canción "Therein Lies the Problem with My Life". Se planea una gira de conciertos para fines de 2021, pospuesta a partir de 2020 debido a la pandemia de COVID-19.

## Personal
- David Schelzel - voz principal, guitarra (1986-presente)
- Bobby Mittan - bajo (1986-presente)
- Oed Ronne - guitarra, teclados, voz (1993-presente)
- Peter Anderson - batería (2000-presente)
- Rob Minnig - batería, teclados, voz (1986-2001)
- Steve Lau - teclados, saxofón, voz (1986-1994)
- Scott Stouffer - batería (1986)

## Discografía

### Álbumes de estudio
| Año  | Detalles del álbum                                           | Posiciones pico del gráfico | Posiciones pico del gráfico | Ventas  |
| Año  | Detalles del álbum                                           | US                          | US Heat                     | Ventas  |
| ---- | ------------------------------------------------------------ | --------------------------- | --------------------------- | ------- |
| 1989 | The Ocean Blue - Label: Sire Records                         | 155                         | —                           | 150,000 |
| 1991 | Cerulean - Label: Sire Records                               | —                           | 23                          | 175,000 |
| 1993 | Beneath the Rhythm and Sound - Label: Sire Records           | —                           | 10                          | 100,000 |
| 1996 | See the Ocean Blue - Label: Polygram                         | —                           | —                           |         |
| 1999 | Davy Jones' Locker - Label: March Records                    | —                           | —                           |         |
| 2013 | Ultramarine - Label: Korda Records                           |                             |                             |         |
| 2014 | Waterworks (Expanded LP Version) - Label: Korda Records      |                             |                             |         |
| 2019 | Kings and Queens / Knaves and Thieves - Label: Korda Records |                             |                             |         |

### Sencillos
| Año  | Canción                             | Posiciones pico del gráfico | Álbum                                 |
| Año  | Canción                             | US Alt.                     | Álbum                                 |
| ---- | ----------------------------------- | --------------------------- | ------------------------------------- |
| 1989 | "Between Something and Nothing"     | 2                           | The Ocean Blue                        |
| 1990 | "Vanity Fair"                       | -                           | The Ocean Blue                        |
| 1990 | "Drifting Falling"                  | 10                          | The Ocean Blue                        |
| 1991 | "Ballerina Out of Control"          | 3                           | Cerulean                              |
| 1991 | "Cerulean"                          | 16                          | Cerulean                              |
| 1992 | "Mercury"                           | 27                          | Cerulean                              |
| 1993 | "Sublime"                           | 3                           | Beneath the Rhythm and Sound          |
| 1993 | "Don't Believe Everything You Hear" | -                           | Beneath the Rhythm and Sound          |
| 1994 | "Peace of Mind"                     | -                           | Beneath the Rhythm and Sound          |
| 1996 | "Whenever You're Around"            | -                           | See                                   |
| 1997 | "Slide"                             | -                           | See                                   |
| 2004 | "Pedestrian"                        | -                           | Waterworks EP                         |
| 2013 | "Sad Night, Where Is the Morning?"  | -                           | Ultramarine                           |
| 2019 | "Kings and Queens"                  | -                           | Kings and Queens / Knaves and Thieves |

### EPs
1. Peace & Light (1994)
2. Denmark (2000)
3. Ayn (2001)
4. Waterworks (2004)

### Proyectos paralelos, CD promocionales y compilaciones
1. WJTL Radio Lancaster Preliminary Hearing compilation (1986)
2. Just Say Mao (1989)
3. The Laugh Tour EP (1990)
4. The Ocean Blue Westwood One Radio Networks-Live in Concert (20 de junio de 1994)
5. The Orange Peels Circling the Sun (2005)

### Demos, caras B, rarezas y temas inéditos
1. "On Growing Up" (1986 – Susquehanna Sound)
2. "Wounds of a Friend" (1986 – Susquehanna Sound)
3. "Between Something and Nothing" (1988 – Sire demo)
4. "Vanity Fair" (1988 – Sire demo)
5. "Drifting, Falling" (1988 – Sire demo)
6. "Ask Me John" (1988 – Sire demo)
7. "The Office of a Busy Man" (1988 – Sire demo)
8. "The Circus Animals" (1990 – PA Mix/demo Laugh Tour EP and B-side to "Drifting, Falling")
9. "Renaissance Man" (1990 – desde Laugh Tour EP- 77's cover)
10. "There Is a Light That Never Goes Out" (1994 – vivo desde Peace and Light EP - Smiths cover)
11. "Don't Believe Everything You Hear" (1994 – vivo desde Peace and Light EP)
12. "Sea of Green" (1994 – desde Peace and Light EP)
13. "City Traffic" (1993/1994 – unreleased desde Naked in New York sesiones, lanzamiento de video y audio de Dailymotion en julio de 2010)
14. "Whenever You're Around" (version única) (1996)
15. "Walk Away" (2000 – desde Denmark EP)
16. "Sweetheart, You're Surrounded" (2000 – from Denmark EP)
17. "Mood Swing" (2000 – desde Denmark EP)
18. "Garden Song (Dawn at New Hope, PA version)" (2001 – desde Ayn EP)
19. "Harlequin" (2001 – desde Ayn EP)
20. "New Man from Chicago" (2001 – desde Ayn EP)
21. "O Holy Night" (2005 – descarga del sitio web de The Ocean Blue)
22. "The Angel Gabriel from Heaven Came" (2010 – David Schelzel and Don Peris/descarga del sitio web de The Ocean Blue)
23. "Walking in the Air" (2011 – David Schelzel y Don Peris/Descarga del sitio web de Facebook de Ocean Blue)
24. "Bleary Eyed" (2013 – B-side to "Sad Night, Where Is the Morning?")
25. "No Money in That" (2013 – desde the Korda Records compilation Korda Komp 2)